# Riccardo Meggiorini
Riccardo Meggiorini (Isola della Scala, 4 settembre 1985) è un ex calciatore italiano, di ruolo attaccante.

## Biografia
Il 16 settembre 2016 è protagonista di un caso di cronaca quando, svegliato alle 2:30 del mattino da grida femminili provenienti da sotto la propria abitazione nel centro di Verona, interviene in soccorso di una ragazza minacciata dal fidanzato. Sceso di casa, Meggiorini dà una spallata all'aggressore e lo immobilizza fino all'arrivo dei carabinieri.

## Caratteristiche tecniche
Dall'inizio della sua carriera è sempre stato utilizzato come seconda punta, e con gli anni ha saputo adattarsi anche nel ruolo di ala destra e centravanti. Rapido e scattante, spesso non esita a dare una mano alla squadra anche nei ripiegamenti difensivi, fungendo da primo difensore che pressa la retroguardia avversaria.

## Carriera

### Club

#### Gli inizi
Muove i primi passi da calciatore a 8 anni, nella piccola squadra di calcio di Tarmassia, una piccola frazione di Isola della Scala, e a 12 anni entra nel vivaio del Verona, dove rimane per due anni. Successivamente viene tesserato dal Bovolone, in cui segna 46 gol in 26 partite nella categoria Allievi regionali. Conquistata la convocazione in prima squadra, la stagione seguente va a segno 13 volte in 27 presenze; successivamente approda nella rappresentativa regionale Juniores.

#### Inter
Ancora minorenne viene acquistato dall'Inter, giocando per la formazione Primavera. Dopo aver contribuito al raggiungimento della finale del Campionato, fallisce contro il Lecce il rigore decisivo per l'assegnazione del titolo.
Le buone prestazioni a livello giovanile convincono il nuovo tecnico Roberto Mancini ad aggregarlo in prima squadra, con cui esordisce in Serie A il 14 novembre 2004 (Cagliari-Inter 3-3).

#### Spezia e Pavia
Nei primi giorni del mercato di gennaio 2005 viene ceduto in prestito allo Spezia in Serie C1, con cui scende in campo 10 volte senza mai segnare. Nel campionato 2005-2006 l'Inter lo gira in prestito al Pavia, ancora in C1, dove colleziona 12 presenze.

#### Cittadella
Nel gennaio 2006 viene ceduto in compartecipazione al Cittadella, sempre in Serie C1, e in tre stagioni realizza oltre quaranta goal. Nella stagione 2007-2008, che culmina con la promozione del Cittadella in serie B segna 14 goal. Le due società trovano l'accordo per il rinnovo della comproprietà e la stagione 2008-2009 si rivela la più prolifica in assoluto della sua carriera; il 10 febbraio 2009 riesce a mettere a segno 4 reti durante l'incontro casalingo disputato contro l'Avellino, e raggiunge la salvezza con i veneti, concludendo la stagione con 18 gol, al terzo posto della classifica cannonieri insieme a Salvatore Bruno, dietro a Francesco Tavano e Barreto. Conclude la sua esperienza in Veneto con un totale di 110 partite disputate e 41 gol.

#### Genoa e Bari
Il 26 giugno 2009 il suo cartellino viene riscattato per intero alle buste dall'Inter per poi essere ceduto a titolo definitivo al Genoa nell'ambito del trasferimento a Milano di Milito e Thiago Motta. Il 2 luglio successivo, la squadra rossoblù lo cede al Bari tramite la formula della compartecipazione. Segna il suo primo gol in Serie A il 25 ottobre successivo, al San Nicola contro la Lazio, fissando il risultato sul 2-0 per i galletti. A fine stagione sono in totale 5 le reti segnate in 31 presenze.

#### Bologna
Il 25 giugno 2010 il Genoa si aggiudica il giocatore alle buste e il 9 luglio successivo viene ceduto ancora in compartecipazione al Bologna. La stagione si rivela negativa, e il 21 novembre dello stesso anno, segna il suo primo e unico gol in maglia felsinea in campionato nella sconfitta esterna per 4-1 con il Napoli. In Coppa Italia con il Bologna segna 3 reti. A fine stagione il Genoa riscatta il giocatore cedendo in cambio al Bologna la metà del cartellino di Federico Rodríguez.

#### Novara

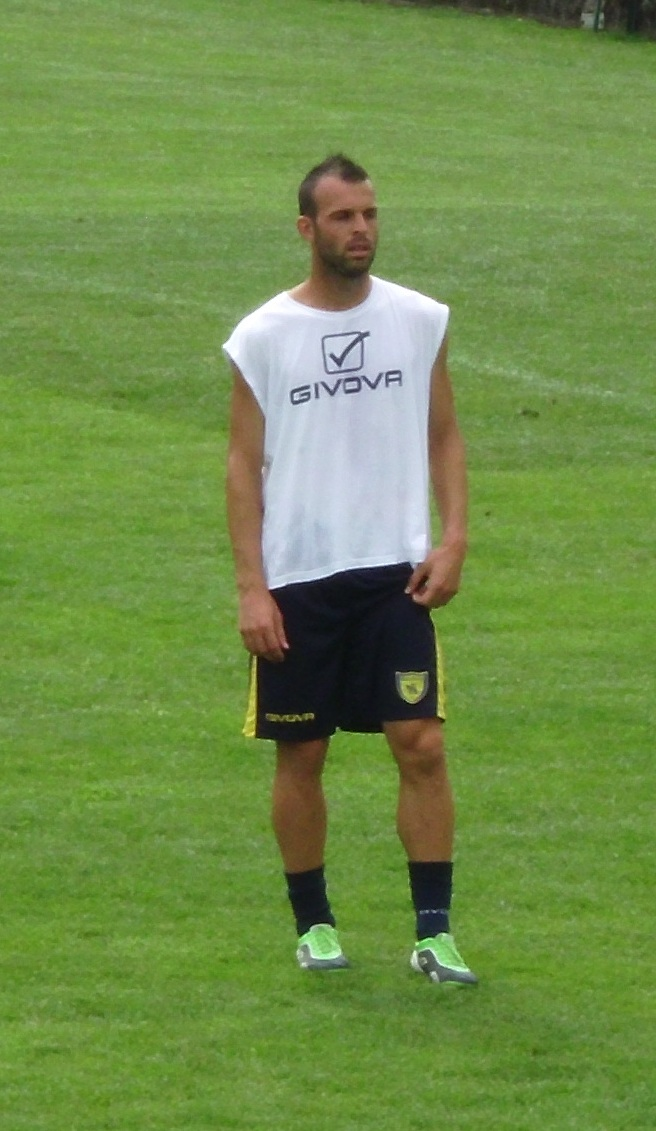
Meggiorini in allenamento con il Chievo nell'estate 2014.

L'8 luglio 2011 viene ceduto in prestito con diritto di riscatto dell'intero cartellino al Novara. Il 20 settembre successivo, segna la sua prima ed unica rete con i piemontesi in campionato, nella partita casalinga contro l'Inter, mentre il 30 novembre dello stesso anno, segna una doppietta in Coppa Italia nella vittoria per 3-2 contro il Catania.

#### Torino
Il 16 gennaio 2012 passa in comproprietà al Torino, tornando in Serie B dopo 3 anni di militanza nel maggior campionato italiano. Debutta il 21 gennaio contro il Cittadella, sua ex squadra, subentrando al minuto 71 a Juan Surraco, e il 20 febbraio 2012 segna il gol del decisivo 2-1 nel match casalingo contro la Sampdoria. Il 1º maggio 2012 realizza, con un colpo di testa, la rete che vale la vittoria esterna dei granata contro il Livorno. L'8 maggio segna, con un destro al volo, il primo gol del match casalingo contro il Padova. Il 22 giugno il Torino rileva anche l'altra metà del cartellino del giocatore dal Genoa. Il 27 gennaio del 2013, segna a San Siro la sua prima doppietta in maglia granata, durante la partita contro l'Inter, conclusasi sul 2-2. In maglia granata totalizza 85 presenze e 7 reti in due stagioni e mezza.

#### Chievo
Il 2 luglio 2014 sottoscrive un contratto biennale, con opzione per una terza stagione, con il Chievo. Segna il primo goal con la casacca clivense in casa contro l'Empoli, partita in cui esordisce con il Chievo. L'8 dicembre realizza una rete in rovesciata contro il Cagliari (vinto 0-2) e risulta decisivo nell'incontro vinto 2-1 contro la Sampdoria, realizzando la rete del 2 a 0 dopo cinquanta metri palla al piede.
Nella partita del 15 marzo giocata a Marassi contro il Genoa confeziona due assist per il compagno di reparto Paloschi; si ripete il sabato successivo in casa con il Palermo, regalando uno splendido assist di tacco sempre all'attaccante bresciano. Il 29 aprile realizza il goal-salvezza a cinque giornate dal termine in casa contro il Cagliari, sua quarta rete in campionato. Conclude la sua splendida annata con 30 presenze e 4 reti siglate, a cui vanno aggiunti 5 assist vincenti, alcuni di grande fattura.
Ad agosto viene premiato per la sua grande stagione con "Il Cangrande del Bentegodi", premio che viene assegnato ogni anno al miglior giocatore dell'ultima stagione del Chievo, divenendo anche il primo veronese a conquistare questo trofeo. Il 23 agosto 2015, alla prima di campionato, segna il gol del pareggio clivense contro l'Empoli (sfida vinta poi per 3-1), ripetendosi poi alla seconda giornata nella bella vittoria interna contro la Lazio per 4-0, dove confeziona anche un pregevole assist di tacco per il compagno di reparto Paloschi. Il 6 dicembre 2015 segna il suo ottavo gol totale con la maglia dei veneti contro il Frosinone, superando il numero di gol siglati con la maglia del Torino e raggiungendo i gol fatti nel campionato precedente. Il 13 maggio 2016 rinnova col club scaligero fino al giugno 2020. Il 15 aprile 2017, durante la partita persa per 4-0 contro il Cagliari, subisce un grave infortunio al ginocchio sinistro, riportando la lesione del legamento crociato anteriore; viene operato quattro giorni dopo, terminando così anzitempo la stagione.
Nell'estate 2020, dopo aver disputato la sua sesta stagione tra le file dei veronesi, per la prima volta in Serie B, che oltremodo è stata la sua miglior stagione a livello realizzativo con la maglia gialloblu con 9 reti totali, decide di non rinnovare il contratto, rimanendo così svincolato. Lascia i gialloblu con 25 reti totali in 153 presenze tra campionato e Coppa Italia.

#### Vicenza
Il 15 luglio 2020 firma un contratto per un anno con opzione con il Vicenza, appena promosso in Serie B, ritrovando come allenatore Domenico Di Carlo (già suo tecnico al Chievo dal 2018 al 2019). Il 24 ottobre segna la sua prima rete con i veneti, in occasione della sconfitta per 3-2 in casa della SPAL. La prima stagione è positiva e al termine saranno ben 11 i gol in 28 partite, garantendo ai biancorossi un tranquillo piazzamento a metà classifica. Viene confermato anche per la stagione successiva: pur nelle difficoltà collettive della squadra, l'attaccante segna comunque cinque reti in 29 partite. In seguito alla vittoria contro l'Alessandria all'ultima giornata, la squadra si qualifica ai play-out proprio ai danni dei grigi: tuttavia, dopo aver perso il doppio spareggio con il Cosenza, il Vicenza retrocede in Serie C.

#### L'addio al calcio professionistico
Terminato il contratto con i veneti e non trovando nuove offerte di ingaggio lungo l'estate, il 6 settembre 2022 Meggiorini annuncia il ritiro dal calcio giocato dopo 18 anni di carriera da professionista: tuttavia, già il giorno seguente l'attaccante trova un accordo con il San Giovanni Lupatoto, squadra del girone veneto di Promozione, continuando così il proprio percorso fra i dilettanti.
Allenatore
Si ritira definitivamente nel Luglio del 2023 per intraprendere la carriera da allenatore mentre sta frequentando a Coverciano il corso per ottenere la licenza UEFA B da allenatore.
Per la stagione 23/24 intraprende la carriera da allenatore come collaboratore al Villafranca Veronese squadra militante in Eccellenza.

## Statistiche

### Presenze e reti nei club
Statistiche aggiornate al 26 aprile 2022.
| Stagione          | Squadra           | Campionato        | Campionato | Campionato | Coppe nazionali | Coppe nazionali | Coppe nazionali | Coppe continentali | Coppe continentali | Coppe continentali | Altre coppe | Altre coppe | Altre coppe | Totale | Totale |
| Stagione          | Squadra           | Comp              | Pres       | Reti       | Comp            | Pres            | Reti            | Comp               | Pres               | Reti               | Comp        | Pres        | Reti        | Pres   | Reti   |
| ----------------- | ----------------- | ----------------- | ---------- | ---------- | --------------- | --------------- | --------------- | ------------------ | ------------------ | ------------------ | ----------- | ----------- | ----------- | ------ | ------ |
| 2004-gen. 2005    | Inter             | A                 | 1          | 0          | CI              | 0               | 0               | UCL                | -                  | -                  | -           | -           | -           | 1      | 0      |
| gen.-giu. 2005    | Spezia            | C1                | 10         | 0          | CI-C            | 4               | 0               | -                  | -                  | -                  | -           | -           | -           | 14     | 0      |
| 2005-gen. 2006    | Pavia             | C1                | 12         | 0          | CI+CI-C         | 3+2             | 0+1             | -                  | -                  | -                  | -           | -           | -           | 17     | 1      |
| gen.-giu. 2006    | Cittadella        | C1                | 10         | 3          | CI+CI-C         | 0+0             | 0               | -                  | -                  | -                  | -           | -           | -           | 10     | 3      |
| 2006-2007         | Cittadella        | C1                | 28         | 5          | CI+CI-C         | 1+2             | 0+2             | -                  | -                  | -                  | -           | -           | -           | 31     | 7      |
| 2007-2008         | Cittadella        | C1                | 31+4       | 14+1       | CI-C            | 2               | 1               | -                  | -                  | -                  | -           | -           | -           | 37     | 16     |
| 2008-2009         | Cittadella        | B                 | 37         | 18         | CI              | 1               | 0               | -                  | -                  | -                  | -           | -           | -           | 38     | 18     |
| Totale Cittadella | Totale Cittadella | Totale Cittadella | 106+4      | 40+1       |                 | 6               | 3               |                    | -                  | -                  |             | -           | -           | 116    | 44     |
| 2009-2010         | Bari              | A                 | 31         | 5          | CI              | 0               | 0               | -                  | -                  | -                  | -           | -           | -           | 31     | 5      |
| 2010-2011         | Bologna           | A                 | 29         | 1          | CI              | 3               | 2               | -                  | -                  | -                  | -           | -           | -           | 32     | 3      |
| 2011-gen. 2012    | Novara            | A                 | 13         | 1          | CI              | 2               | 3               | -                  | -                  | -                  | -           | -           | -           | 15     | 4      |
| gen.-giu. 2012    | Torino            | B                 | 18         | 4          | CI              | 0               | 0               | -                  | -                  | -                  | -           | -           | -           | 18     | 4      |
| 2012-2013         | Torino            | A                 | 31         | 3          | CI              | 2               | 0               | -                  | -                  | -                  | -           | -           | -           | 33     | 3      |
| 2013-2014         | Torino            | A                 | 34         | 0          | CI              | 0               | 0               | -                  | -                  | -                  | -           | -           | -           | 34     | 0      |
| Totale Torino     | Totale Torino     | Totale Torino     | 83         | 7          |                 | 2               | 0               |                    | -                  | -                  |             | -           | -           | 85     | 7      |
| 2014-2015         | Chievo            | A                 | 30         | 4          | CI              | 0               | 0               | -                  | -                  | -                  | -           | -           | -           | 30     | 4      |
| 2015-2016         | Chievo            | A                 | 26         | 5          | CI              | 0               | 0               | -                  | -                  | -                  | -           | -           | -           | 26     | 5      |
| 2016-2017         | Chievo            | A                 | 27         | 3          | CI              | 2               | 1               | -                  | -                  | -                  | -           | -           | -           | 29     | 4      |
| 2017-2018         | Chievo            | A                 | 15         | 0          | CI              | 0               | 0               | -                  | -                  | -                  | -           | -           | -           | 15     | 0      |
| 2018-2019         | Chievo            | A                 | 24         | 3          | CI              | 1               | 0               | -                  | -                  | -                  | -           | -           | -           | 25     | 3      |
| 2019-2020         | Chievo            | B                 | 26         | 8          | CI              | 2               | 1               | -                  | -                  | -                  | -           | -           | -           | 28     | 9      |
| Totale Chievo     | Totale Chievo     | Totale Chievo     | 148        | 23         |                 | 5               | 2               |                    | -                  | -                  |             | -           | -           | 153    | 25     |
| 2020-2021         | LR Vicenza        | B                 | 29         | 11         | CI              | 0               | 0               | -                  | -                  | -                  | -           | -           | -           | 29     | 11     |
| 2021-2022         | LR Vicenza        | B                 | 25         | 5          | CI              | 0               | 0               | -                  | -                  | -                  | -           | -           | -           | 26     | 5      |
| Totale Vicenza    | Totale Vicenza    | Totale Vicenza    | 55         | 16         |                 | 0               | 0               |                    | -                  | -                  |             | -           | -           | 55     | 16     |
| Totale carriera   | Totale carriera   | Totale carriera   | 492        | 94         |                 | 27              | 11              |                    | -                  | -                  |             | -           | -           | 499    | 105    |

## Palmarès

### Club
- Coppa Italia Serie C: 1

Spezia: 2004-2005